# Małgorzata Latałowa
Małgorzata Maria Latałowa (ur. 6 lutego 1949 w Gdańsku) – polska botanik, pracownik naukowy Uniwersytetu Gdańskiego, profesor nauk biologicznych.

## Życiorys
W 1972 ukończyła studia na Uniwersytecie Jagiellońskim. W tym samym roku rozpoczęła pracę na Uniwersytecie Gdańskim, początkowo jako asystent stażysta, od 1973 jako asystent, od 1975 jako starszy asystent. W 1981 obroniła pracę doktorską Postglacjalne przemiany roślinności wschodniej części Pobrzeża Bałtyku napisaną pod kierunkiem Kazimierza Tobolskiego i została zatrudniona jako adiunkt. W 1992 otrzymała stopień doktora habilitowanego na podstawie pracy Man and vegetation in the pollen diagrams from Wolin Island (NW Poland). Od 1993 do 2019 kierowała Pracownią Paleokologii i Archeobotaniki w Katedrze Ekologii Roślin UG. W 1996 mianowana profesorem nadzwyczajnym, w 1999 otrzymała tytuł profesora nauk biologicznych. W 2019 przeszła na emeryturę.
W swoich badaniach zajmuje się paleoekologią czwartorzędu, archeobotaniką i aerobiologią. Była członkiem Komitetu Badań Czwartorzędu PAN (1999-2007), od 1999 jest członkiem Komisji Paleografii Czwartorzędu PAU.
W 2002 została odznaczona Srebrnym Krzyżem Zasługi, w 2012 Brązowym Krzyżem Zasługi. W 2019 otrzymała Medal im. Władysława Szafera za całokształt dorobku naukowego.